# Paróquia de Grant
A Paróquia de Grant é uma das 64 paróquias do estado americano da Luisiana. A sede da paróquia é Colfax, e sua maior cidade é Colfax. A paróquia possui uma área de 1 721 km² (dos quais 50 km² estão cobertas por água), uma população de 18 698 habitantes, e uma densidade populacional de 11 hab/km² (segundo o censo nacional de 2000). 